# Bonnie Hunt
Bonnie Lynne Hunt (født 22. september 1961) er en amerikansk skuespiller. Hun har bl.a. spillet med i film som Only You og Den Grønne Mil.

## Filmografi i udvalg
- Rain Man (1988)
- Beethoven (1992)
- Dave (1993)
- Only You (1994)
- Jumanji (1995)
- Jerry Maguire (1996)
- Den Grønne Mil (1999)
- Monsters, Inc. (2001)
- Cheaper by the Dozen (2003)
- Cheaper by the Dozen 2 (2005)
- Biler (2006)